# Buchanan's Wife
Buchanan's Wife è un film muto del 1918 diretto da Charles Brabin. La sceneggiatura si basa sul romanzo Buchanan's Wife di Justus Miles Forman pubblicato a New York nel 1906.

## Trama
Beatrix, in trance ipnotico, sposa Herbert Buchanan mentre, in realtà, è innamorata di Harry Faring. Quando il marito scopre che lei ama un altro, va via di casa, scomparendo con Kansas, un vagabondo. Beatrix, tempo dopo, riconosce il marito in un corpo all'obitorio. Ormai vedova, può sposare l'amato Harry. Ma Herbert, il marito, non è morto: un giorno riappare, malato e demente, sempre in compagnia di Kansas. La donna confessa di aver identificato falsamente il morto dell'obitorio. Kansas vorrebbe approfittare dell'occasione per ricattare Beatrix. Ma, quando Harry va a trovare i due vagabondi, trova Herbert in punto di morte, ormai distrutto dalla tisi, che chiede al suo compagno di lasciare in pace la moglie. Kansas promette di rispettare la volontà di Herbert. Quando quest'ultimo muore, Beatrix e Harry possono tornare a una vita normale.

## Produzione
Il film fu prodotto dalla Fox Film Corporation.

## Distribuzione
Distribuito dalla Fox Film Corporation, il film uscì nelle sale cinematografiche USA il 1º dicembre 1918.